# Coublanc (Saona y Loira)
 Coublanc  es una población y comuna francesa, en la región de Borgoña, departamento de Saona y Loira, en el distrito de Charolles y cantón de Chauffailles.

## Demografía
| 863 | 747 | 779 | 880 | 882 | 898 |
| Para los censos de 1962 a 1999 la población legal corresponde a la población sin duplicidades (Fuente: INSEE [Consultar]) |     |     |     |     |     |